# Le Pilote du Danube
Le Pilote du Danube est un roman de Jules Verne et Michel Verne, paru en 1908 aux éditions Hetzel.

## Historique
Il s'agit d'un roman posthume de Jules Verne, dont le titre original retenu par l'auteur était Le Beau Danube jaune, par référence à la valse de Strauss (Le Beau Danube bleu), et que son fils Michel, héritier de l'œuvre, baptisera d'un autre intitulé à sa parution. La valse de Strauss est évoquée dans les premiers chapitres pour démentir la couleur de l'eau du Danube, tout au long du fleuve que parcourt le héros, Ilia Brusch.

## Résumé
Sigmaringen, 1876. Fort de sa victoire dans le concours de pêche organisé par la ligue danubienne, Ilia Brusch, maître pêcheur magyar, se lance dans un pari insensé : 3 000 kilomètres le long du Danube, sans vivre d'autres ressources que celles de sa pêche ! Mais, lorsque les escales se mettent à coïncider étrangement avec une vague de méfaits, meurtres et cambriolages qui jalonnent le cœur de l'Europe, c'est Karl Dragoch, chef de la police danubienne, qui va tenter de percer le mystère de cette embarcation, de ses occupants, et surtout de ce bien singulier et impassible capitaine Brusch...

## Personnages
- Ilia Brusch, alias Serge Ladko, le héros du roman, pêcheur émérite, lauréat du concours de pêche de la Ligue danubienne. Il se lance un défi, celui de descendre le cours du Danube en ne vivant que de pêche... Tout le moteur du roman consiste à découvrir sa véritable identité, celle d'un patriote bulgare, Serge Ladko, obligé de fuir l'invasion ottomane, malgré ses racines et le cœur de sa belle, sa femme Natcha, qu'il croit en sûreté alors qu'elle court les pires dangers après avoir été kidnappée par son pire ennemi, Yvan Striga.

- M. Jaeger, alias Karl Dragosh, étranger énigmatique qui propose à Ilia Brusch de le rémunérer pour simplement prendre place à bord de son bateau, afin d'avoir en contrepartie un intéressement à toutes les ventes de poisson que fera le héros à chaque relâche dans une grande ville au cours de son périple. Il s'agit en réalité du meilleur limier du Danube, le policier Karl Dragosh, qui compte, grâce à ce moyen, surprendre le coupable à la tête de la bande de malfaiteurs qui écume le fleuve en cette année 1876.

- Natcha, la femme de Serge Ladko, courtisée jadis et convoitée naguère par son pire ennemi, le jaloux Striga.

- Yvan Striga, le méchant de l'histoire, un pirate éconduit par la femme du héros, qui nourrit à l'égard de son rival une rancune tenace, au point de tout faire pour le faire suspecter des forfaits qu'il commet lui-même avec sa bande au fil du Danube ; il faudra toute la sagacité et le flair policier de Dragosh pour ne pas se laisser prendre à son jeu.

## Genre littéraire
Comme d'autres romans écrits tardivement par Jules Verne, il s'agit d'un roman policier, dans lequel l'auteur s'applique à la mécanique particulière de ce type littéraire, avec une progression de l'intrigue, des doutes, des coups de théâtre, des fausses pistes et finalement l'élucidation de l'énigme.
Par le genre policier, le roman se rapproche de Face au drapeau (1896).

## Thèmes
Le thème vernien de l'autodétermination, c'est-à-dire du droit des peuples à se déterminer sur leur avenir politique, y est développé, à l'instar de la lutte des Magyars pour leur liberté politique déjà traitée dans Mathias Sandorf (1885) et de celle des Grecs dans L'Archipel en feu (1884).
À chaque fois, cette lutte s'exprime contre la puissance ottomane, vue au contraire d'un meilleur œil dans un autre roman moins politique et plus amusant, Kéraban-le-Têtu (1883).
Le personnage du méchant, Yvan Striga,  n'est pas sans rappeler un autre pirate vernien, Sacratif, alias Nicolas Starkos, dans L'Archipel en feu.